# Iron Front: Liberation 1944
Iron Front – Liberation 1944 ist ein Taktik-Shooter, der auf der Spielengine des Computerspiels Arma 2 basiert. Es wurde am 25. Mai 2012 in Deutschland veröffentlicht.
Das Spiel behandelt im Gegensatz zu Arma 2 nicht ein modernes Schlachtfeld, sondern eine Schlussepisode des Zweiten Weltkrieges. Die Kampagne zeichnet Schlachten zwischen der Wehrmacht und der Roten Armee im Sommer 1944 nach wie sie sich in Polen (Lwiw-Sandomierz-Operation) zugetragen haben. Der Spieler hat die Auswahl zwischen 4 Kampagnen (2 pro Seite) oder 2 Missionen. Ähnlich wie Arma 2 kann das Spiel weiträumig modifiziert werden. Der mitgelieferte Editor ist genauso aufgebaut wie im Vorlagenspiel und bietet dem Spieler den einfachen Bau von weiteren Missionen auf polnischen/ukrainischen Terrain an.
Die Schauplätze umfassen Baranów Sandomierski und Staszów in Polen sowie Panovo und Ivachev in der Ukraine.

## Entwicklung
Zu Zeiten des Computerspiels Operation Flashpoint, das von Bohemia Interactive in Prag entwickelt wurde, bildeten sich aufgrund der einfachen Modifizierbarkeit viele Mod-Gruppen, die verschiedene Armeen oder Militärthemen ins Spiel brachten. Darunter war auch der Mod Liberation 1941–1945 aus Russland, der Fahrzeuge und Figuren der Ära des Deutsch-Sowjetischen Krieges nachbildete. Modvarianten zu den Nachfolgern verzögerten sich, da auch wie in anderen Mods die Euphorie und Mitglieder schwanden. Schließlich wurde entschieden, das Spiel zu einem kommerziellen Eigenprodukt zu entwickeln. Da viele Länder ein Problem mit NS-Symbolik in Computerspielen haben, mussten SS-Einheiten oder Symbole aus dem Operation-Flashpoint-Mod ausgetauscht beziehungsweise entfernt werden. Seit Patch 1.03 sind Waffen-SS-Einheiten enthalten. Verfassungsfeindliche Abzeichen wurden unkenntlich gemacht und sind unter dem Menüpunkt Sturmtruppen im Editor zu finden.
Am 14. Dezember 2012 erschien das DLC Iron Front: D-Day 1944. Es bietet sechs neue Einzelspieler-Missionen, die größtenteils auf der neuen Normandie-Karte angesiedelt ist. Im Zuge des neuen Materials wurde mit Patch 1.05 auch der Tiger I Ausf. E für das Hauptprogramm veröffentlicht.

## Rezeption
Das Spiel erlangte in Steam Platz 1 in den Verkaufscharts der Top-Sellers und bei Amazon den dritten Platz vor Warcraft.